# Fabio Mantegazza
Fabio Mantegazza (...) è un tennistavolista italiano, giocatore in seconda categoria e allenatore nella stessa disciplina per la serie A.
Dal 1996 al 1999 ha vissuto e giocato a Kyoto in Giappone.
Fabio Mantegazza è conosciuto a livello internazionale per essere l'unico giocatore italiano ad aver militato in serie A e vinto almeno 1 torneo in 3 diversi paesi (e in 2 continenti): Italia, Inghilterra, Giappone.
In Inghilterra ha anche sfiorato il titolo nazionale a squadre con il Manchester, perdendo solo in finale.
Nel 2015 ha conquistato 3 titoli veterani su 3 senza perdere una partita: singolare, doppio e squadre, per poi ripetersi nel 2017.

## Campionati italiani
Medaglie ai Campionati Italiani Fitet assoluti:
1999
- Argento ai Campionati italiani assoluti doppio maschile (/Minervini) 1999
- Bronzo ai Campionato italiani assoluti doppio misto (/Moretti)